# Predná hoľa (geomorfologická část)
Predná hoľa je geomorfologickou částí Kráľovohoľských Tater. Nachází se na východním okraji pohoří a nejvyšší vrch Úplaz dosahuje výšky 1555 m n. m.

## Vymezení
Území leží v nejvýchodnější části Nízkých Tater, od zbytku pohoří je oddělen údolím Černého Váhu. Západně leží Teplická kotlina, jihozápadním směrem navazuje horstvo Kráľovy hole. Jihovýchodním směrem se rozkládá Slovenský ráj, tvořící podcelek Spišsko-gemerského krasu a severní okraj ostře vymezuje Vikartovská priekopa, patřící do  Hornádské kotliny. 

## Ochrana území
Část území této části Kráľovohoľských Tater leží v Národním parku Slovenský ráj, okrajově v Národním parku Nízké Tatry, resp. jejich ochranném pásmu. Zvláště chráněnou lokalitou je přírodní rezervace Barbolica a přírodní památka Hranovnické pleso. 

## Turismus
Tato část Nízkých Tater a Národního parku Slovenský ráj patří mezi klidnější a tišší oblasti. Síť chodníků směřuje do Smrečinského sedla, odkud se dá dostat na Královu holu, či do lokality Pusté Pole. 